# Ligas Comunitarias de la BAFA
Las Ligas Comunitarias de la BAFA (BAFACL por su nombre en inglés, BAFA Community Leagues) son el conjunto de ligas que conforman la máxima competición de fútbol americano en el Reino Unido de Gran Bretaña e Irlanda del Norte actualmente. Se trata de la competición organizada por la Federación Británica de Fútbol Americano, British American Football Association (BAFA) en inglés, que ha sustituido a la British American Football League.

## Composición
La liga consta de 3 divisiones, Premiership, División 1 y División 2 en categoría absoluta y de dos ligas de categorías inferiores, Youth contact para jugadores entre 16 y 19 años de edad y Junior contact para jugadores entre 14 y 17 años de edad.

## Premiership
Los seis equipos disputan dos partidos entre sí, uno en casa y otro fuera, durante la temporada regular. Al final de la temporada regular, los cuatro primeros clasificados disputan las semifinales que deciden los equipos que pasan a la final.

### Equipos 2010
- Bristol Aztecs
- Coventry Jets
- Farnham Knights
- London Blitz
- London Cobras
- Sussex Thunder

### Palmarés
| Edición | Año  | Campeón           | Subcampeón       | Resultado |
| ------- | ---- | ----------------- | ---------------- | --------- |
| XXIV    | 2010 | London Blitz      | Coventry Jets    | 34-20     |
| XXV     | 2011 | London Blitz      | London Warriors  | 18-00     |
| XXVI    | 2012 | London Blitz      | London Warriors  | 37-21     |
| XXVII   | 2013 | London Warriors   | London Blitz     | 26-23     |
| XXVIII  | 2014 | London Warriors   | London Blitz     | 10–80     |
| XXIX    | 2015 | London Warriors   | London Blitz     | 20–19     |
| XXX     | 2016 | London Warriors   | London Blitz     | 36–15     |
| XXXI    | 2017 | Tamworth Phoenix  | London Blitz     | 34–28     |
| XXXII   | 2018 | London Warriors   | Tamworth Phoenix | 48–34     |
| XXXIII  | 2019 | London Warriors   | Tamworth Phoenix | 56–29     |
| XXXIV   | 2022 | Manchester Titans | London Warriors  | 37–7      |
| XXXV    | 2023 | Manchester Titans | London Warriors  | 44–27     |

## División 1
| Division 1 North | Division 1 South-East | Division 1 South-West                                                                                                 |
| --- | --- | --- |
| - Doncaster Mustangs - Dundee Hurricanes - East Kilbride Pirates - Gateshead Senators - Merseyside Nighthawks - Yorkshire Rams | - Cambridgeshire Cats - Colchester Gladiators - East Kent Mavericks - Ipswich Cardinals - Kent Exiles - Peterborough Saxons | - Birmingham Bulls - Leicester Falcons - Nottingham Caesars - Oxford Saints - South Wales Warriors - Tamworth Phoenix |

## División 2
| Division 2 North                                                                                       | Division 2 Central | Division 2 East | Division 2 West |
| --- | --- | --- | --- |
| - Clyde Valley Blackhawks - Edinburgh Wolves - Glasgow Tigers - Highland Wildcats - West Coast Trojans | - Chester Romans - Hull Hornets - Lancashire Wolverines - Manchester Titans - Sheffield Predators - Shropshire Revolution - Staffordshire Surge | - Bedfordshire Blue Raiders - Essex Spartans - Lincolnshire Bombers - London Olympians - Maidstone Pumas - Norwich Devils | - Berkshire Renegades - Cornish Sharks - Gloucester Banshees - Hampshire Thrashers - Milton Keynes City Pathfinders - Watford Cheetahs |